# Poslední Homerun
Poslední Homerun je baseballový turnaj, který pořádá baseballový klub Tempo Titans Praha, vždy na konci baseballové sezóny. První ročník turnaje se uskutečnil v roce 1994. Turnaj se hraje v baseballovém a softballovém areálu TJ Tempo Praha na Praze 12 Kamýku.

## Vítězové jednotlivých ročníků
| ročník | rok  | vítěz            | poslední homerun                 |
| XX.    | 2013 | IPH              | Jan Novák (IPH)                  |
| XIX.   | 2012 | Beer Stars       | Jan Novák (IPH)                  |
| XVIII. | 2011 | IPH              | Andrea Muccioli (Cesena Elephas) |
| XVII.  | 2010 | KOVO             | Lukáš Borecký (KOVO)             |
| XVI.   | 2009 | Beer Stars       | Martin Střítecký (Beer Stars)    |
| XV.    | 2008 | Tegola Titans    | Jiří Drha (Tegola Titans)        |
| XIV.   | 2007 | Tegola Titans    | Justin Fancher (Beer Stars)      |
| XIII.  | 2006 | Patriots Liberec | Jan Charvát (Beer Stars)         |
| XII.   | 2005 | KOVO             | Vladimír Jarošík (Tempo 1963)    |
| XI.    | 2004 | KOVO             | Dmitro Nelipa (KOVO)             |
| X.     | 2003 | KOVO             |                                  |
| IX.    | 2002 | KOVO             |                                  |
| VIII.  | 2001 | KOVO             |                                  |
| VII.   | 2000 | Tempo Praha      |                                  |
| VI.    | 1999 | Býčí Žlázy       |                                  |
| V.     | 1998 | SaBaT Praha      |                                  |
| IV.    | 1997 | SaBaT Praha      |                                  |
| III.   | 1996 | Sokol Krč        |                                  |
| II.    | 1995 | KOVO Praha       |                                  |
| I.     | 1994 | Sokol Krč        |                                  |